# Herta Mayen
Herta Mayen (née le 19 juin 1922 à Vienne, morte le 10 juillet 2015 dans la même ville) est une danseuse et actrice autrichienne.

## Biographie
Elle reçoit des cours de ballet dès l'âge de trois ans et plus tard des cours de chant. À 15 ans, elle apparaît sur la scène de la revue Femina et plus tard au Ronacher et au Wiener Stadttheater.
En 1938, elle se rend à Berlin, où elle se produit au Kabarett der Komiker. Après avoir suivi des cours de théâtre, elle joue au Staatstheater am Gärtnerplatz de Munich en 1939, puis de nouveau au Staatstheater Berlin. De 1939 à 1945, elle travaille comme danseuse à l'Admiralspalast et au Metropol-Theater.
À partir de 1939, elle tient au cinéma des rôles de figuration avec des intermèdes de danse. Elle chante également dans Liebesgeschichten (1943) et Spiel mit der Liebe (1944). Après son mariage, elle s'installe temporairement à Buenos Aires, où elle poursuit sa carrière d'actrice à la Deutsche Bühne de 1953 à 1955. Pour des raisons de santé, elle revient à Vienne et à partir de 1958 apparaît principalement au Löwinger-Bühne.

## Filmographie
- 1939 : Hotel Sacher (de)
- 1939 : Marguerite: 3
- 1939 : Das jüngste Gericht
- 1941 : La Danse avec l'empereur (de)
- 1942 : Le Démon de la danse (de)
- 1943 : Liebeskomödie
- 1943 : Liebesgeschichten
- 1943 : Die beiden Schwestern
- 1944 : Glück bei Frauen
- 1944 : Spiel mit der Liebe
- 1945 : Leuchtende Schatten (de)
- 1948 : La Maison chantante
- 1948 : Rendezvous im Salzkammergut (de)
- 1951 : Frühling auf dem Eis